# Ariola ransonneti
Ariola ransonneti är en fjärilsart som beskrevs av Felder 1874. Ariola ransonneti ingår i släktet Ariola och familjen trågspinnare. Inga underarter finns listade i Catalogue of Life.